# 8781 Yurka
8781 Yurka (1976 GA2) là một tiểu hành tinh vành đai chính được phát hiện ngày 1 tháng 4 năm 1976 bởi N. S. Chernykh ở Đài vật lý thiên văn Crimean.